# Боргето ди Борбера
Боргѐто ди Борбѐра (на италиански: Borghetto di Borbera; на пиемонтски: Borghet Borbaja, Боргет Борбая, на местен диалект: O Borgheto, О Боргето) е село и община в Северна Италия, провинция Алесандрия, регион Пиемонт. Разположено е на 295 m надморска височина. Населението на общината е 2009 души (към 2010 г.).